# Sân bay Sogndal, Haukåsen
Sân bay Sogndal, Haukåsen (IATA: SOG, ICAO: ENSG) (tiếng Na Uy: Sogndal lufthavn, Haukåsen) là một sân bay ở Na Uy. Sân bay này được khai trương năm 1971, thuộc sở hữu và vận hành của Avinor.
Các chuyến bay theo lịch trình do hãng Widerøe thực hiện theo hợp đồng nghĩa vụ dịch vụ công cộng ký với Bộ Giao thông và Vận tải Na Uy.

## Các hãng hàng không và các tuyến điểm
- Widerøe (Oslo, Bergen, Ørsta-Volda, Sandane, Førde)